# Hochheimer Kirchenstück

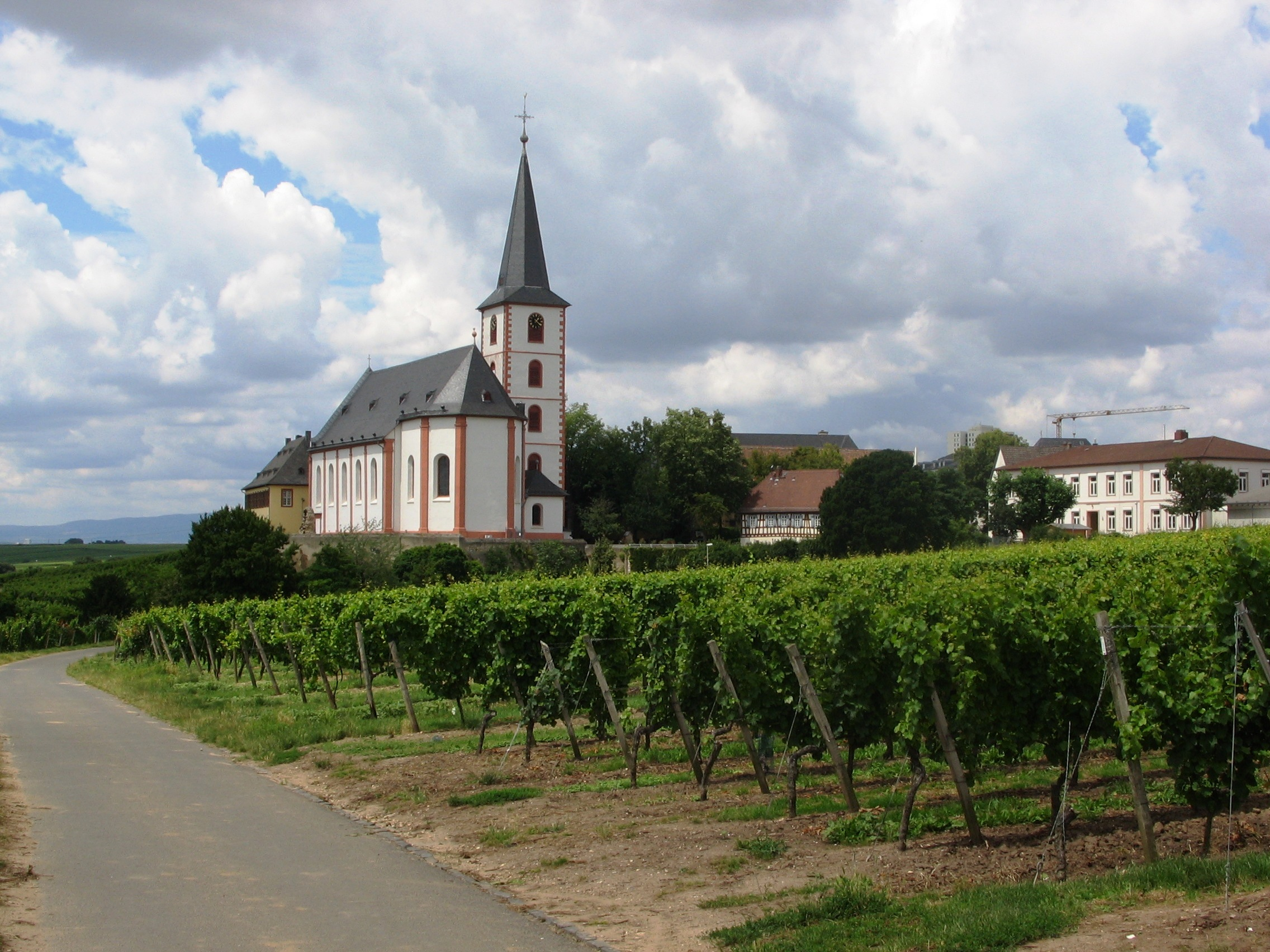
Der Nordwestteil der Weinbergslage Kirchenstück grenzt direkt an die denkmalgeschützte Hochheimer Altstadt

Das Hochheimer Kirchenstück ist eine 15,4 Hektar große Rheingauer Weinlage. Sie ist der Großlage Hochheimer Daubhaus im Weinanbaugebiet Rheingau zugeordnet und zählt mit der westlich benachbarten Einzellage Hochheimer Domdechaney zu den Spitzenlagen der Gemarkung Hochheim am Main im Main-Taunus-Kreis.
Die Rebflächen des Hochheimer Kirchenstücks bedecken wie alle Hochheimer Weinlagen Teile der etwa 35 Meter hohen Geländestufe über der Untermainebene am Südrand des Main-Taunus-Vorlandes. Sie nehmen südöstlich der Hochheimer Altstadt und südlich der Baugebiete entlang der Flörsheimer Straße und damit vor kalten Winden aus Norden geschützt den mittleren und steilsten Teil der Geländestufe ein.
Die Böden bestehen abwechselnd aus gut durchwurzelbaren sandigen Lösslehmen und schwerem Kalk. Sie bieten für das Wachstum der Reben einen guten Wasser- und Nährstoffgehalt.